# Districtul Cahul
Districtul Cahul (în rusă Кагульский округ) a fost o unitate administrativ-teritorială a RSS Moldovenești, Uniunea Sovietică, creată în 1952. În componența districtului intrau 10 de raioane și 1 oraș de subordonare districtuală - Cahul, îndeplinind funcția de centru administrativ. Districtul era condus de sovietul local.
 La 15 iunie 1953 toate districtele din republică au fost abolite.

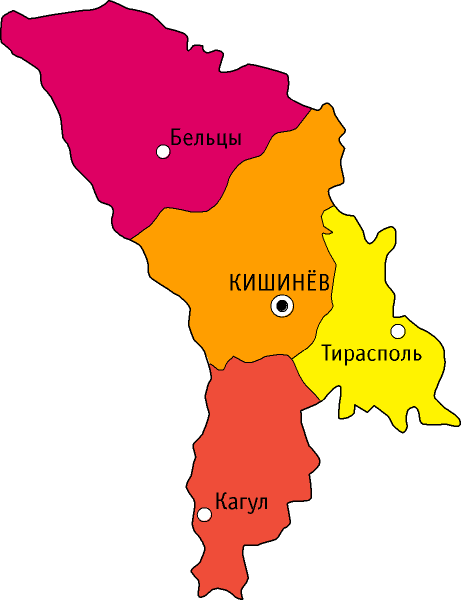
Harta districtelor RSSM. Districtul Cahul este colorat cu roșu

## Componență
- Raionul Baimaclia
- Raionul Cahul
- Raionul Congaz
- Raionul Comrat
- Raionul Ceadîr-Lunga
- Raionul Cimișlia
- Raionul Leova
- Raionul Romanovca (astăzi raionul Basarabeasca)
- Raionul Taraclia
- Raionul Vulcănești
- orașul Cahul